# Кайлашахар
Кайлашахар (англ. Kailashahar, бенг. কৈলাসহর) — город в индийском штате Трипура. Административный центр округа Унакоти. До реформы административного деления 2012 года был административным центром округа Северная Трипура.

## География
Расположен на границе с Бангладеш, на берегу реки Ману. Средняя высота города над уровнем моря — 21 метр.

## Население
По данным переписи 2001 года население города составляет 20 279 человек (10 306 мужчин и 9973 женщины). Доля детей в возрасте младше 6 лет составляет 10,0 % (1977 человек). Уровень грамотности — 82 %, что выше, чем средний по стране показатель 59,5 %. Уровень грамотности среди мужчин — 84 %, среди женщин — 79 %. Основной религией населения является индуизм, широко распространён также ислам, имеются буддийское и христианское меньшинства.

## Транспорт
Кайлашахар связан с другими городами Индии автомобильными дорогами. Имеется небольшой аэропорт, который в настоящее время закрыт. Ближайшая железнодорожная станция расположена в городке Кумаргхат.